# Ana Hickmann
Ana Lúcia Hickmann (Santa Cruz do Sul, 1 de marzo de 1981) es una modelo y presentadora de televisión brasileña.

## Carrera
Hickmann ha trabajado para las compañías Victoria's Secret, Nivea, L'Oreal, Wella, Clairol y Bloomingdales como modelo. Ha aparecido en la versión sudafricana de la revista Sports Illustrated Swimsuit, en la versión italiana de GQ y en las portadas de la revista brasileñas Vogue, Marie Claire y Elle. Actualmente es coanfitriona de un programa de televisión diurno en Brasil y posee su propia marca de ropa, joyería, cosméticos y accesorios. Hickmann también es famosa por sus piernas de 120 centímetros de largo y una vez fue incluida en el Libro de los Récords Guinness como "la modelo con las piernas más largas del mundo". Ha sido nombrada como una de las mujeres más bellas del mundo por GQ Italia en 2001.

### Vida personal
El 14 de febrero de 1998, a los 16 años, Ana se casó con el modelo Alexandre Corrêa. En agosto de 2013 Hickmann anunció que iba a dar a luz a su primer hijo. Alexandre nació el 7 de marzo de 2014.
El 21 de mayo de 2016 Hickmann fue víctima de un intento de asesinato, cuando Rodrigo Augusto de Pádua invadió el cuarto de hotel donde se encontraba la modelo y disparó contra ella, su cuñada y su cuñado. Hickmann no fue alcanzada pero su cuñada recibió dos impactos y tuvo que ser hospitalizada. El perpetrador, fanático de Ana, recibió varios disparos y murió en la escena.